# Ціон Рахіль Львівна
Рахіль Львівна Ціон (нар. 5 грудня 1916, Славута — пом. 1970) — українська радянська художниця; член Спілки радянських художників України.

## Біографія
Народилася 5 грудня 1916 року у місті Славуті (нині Хмельницька область, Україна). 1951 року закінчила Київський художній інститут, де навчалась у Григорія Світлицького.
Жила в Києві, в будинку на бульварі Верховної Ради № 32/2, квартира 27. Померла у 1970 році.

## Творчість
Працювала в галузі станкового живопису. Серед робіт:
- «Червона площа. Київ» (1956);
- «Затишок» (1960);
- «Седнів» (1967);
- «На Матвіївській затоці» (1968).

Брала участь у всеукраїнських виставках з 1957 року.
Роботи художниці знаходяться в збірках Національного художнього музею України, Таганрозького художнього музею і приватних колекціях.